# Maria Haglund
Maria Haglund, née le 6 mai 1972 à Karlskoga, est une kayakiste suédoise pratiquant la course en ligne.

## Palmarès

### Jeux olympiques de canoë-kayak course en ligne
- 1992 à Barcelone,  Espagne
  -  Médaille de bronze en K-4 500m